# Покчи-Петров, Михаил
Михаил Покчи-Петров (настоящее имя — Михаил Петрович Петров; 4 октября 1930, д. Большие Сибы, Можгинский район, Вотская автономная область, РСФСР, СССР — 24 июня 1959, Ижевск, УАССР, РСФСР, СССР) — удмуртский поэт и театральный режиссёр. Член Союза писателей СССР. Заслуженный деятель искусств УАССР. Лауреат Государственной премии УАССР.

## Биография

### Детство и юность
Михаил Петров родился в 1930 году в удмуртской деревне Большие Сибы (удм. Ныши-Какси) в многодетной крестьянской семье. С детских лет проявлял любовь к сцене, участвовал в различных народных постановках. В годы Великой Отечественной войны, в отличие от многих своих сверстников, не бросил школу, учился, а после занятий помогал взрослым в поле, за что получил первую в своей жизни награду — медаль «За доблестный труд в Великой Отечественной войне 1941-1945 гг.».

### Образование
По окончании 7 классов Михаил поступил в Можгинское педучилище. Здесь же он пишет свои первые стихи, которые публикует в местных газетах; не перестаёт заниматься и художественной самодеятельностью. В 1950 году, окончив педучилище, продолжил образование на факультете языка и литературы Удмуртского педагогического института. Учась в институте, посещает литературный кружок, участвует в художественной самодеятельности, работает на местном радио.
В 1951 году Петров был направлен в Москву на режиссёрский факультет Института театрального искусства имени А. В. Луначарского, где его руководителем и наставником стал народный артист СССР Юрий Александрович Завадский. В Москве юноша нисколько не затерялся: он так же с довольствием учился, участвовал в театральных постановках, заводил новые знакомства, продолжал писать стихи.

### Режиссёрская деятельность
По окончании ГИТИСа Михаил Петров вернулся в Ижевск и занял должность режиссёра в Удмуртском музыкально-драматическом театре. К этому моменту по предложению своего друга, писателя, полного тёзки и однофамильца Михаила Петровича Петрова добавил к своей фамилии приставку «покчи» (с удм. — «младший»), став известным в широких кругах под псевдонимом Покчи-Петров. За короткий срок им были поставлены спектакли по пьесам Степана Широбокова, Игнатия Гаврилова, Александра Островского, Алексея Арбузова и других драматургов.
За заслуги в области театрального искусства и литературы Покчи-Петров был награждён медалью «За трудовое отличие» и удостоен звания «Заслуженный деятель искусств УАССР».

### Поэзия
К пятому курсу ГИТИСа Михаил Петрович подготовил рукопись своего первого поэтического сборника «Тодматскон» (с удм. — «Знакомство»), который вышел в свет в 1956 году в издательстве «Удмуртия». После этой книги он был принят в Союз писателей СССР.
Работая в театре, он не забывал и о стихах. В 1959 году выходит его второй сборник — «Малпаськон (с удм. — «Раздумье»)». Стихи Покчи-Петрова оптимистичны: в них мажорно звучат патриотические мотивы, тема дружбы народов, воспевание родного края.
В 1972 году посмертно Покчи-Петрову была присуждена государственная премия УАССР за сборник стихов «Под небом твоим». Более 40 его стихотворений были положены на музыку Геннадия Корепанова-Камского, Германа Корепанова и других композиторов, став песнями.

### Смерть
Летним днём 1959 года Михаил Покчи-Петров отправился купаться на Ижевский пруд. Будучи хорошим пловцом, он нырнул, однако в толще воды оказалась свая бывшей паромной пристани, ставшая для 28-летнего поэта роковой, — перелом шейного отдела позвоночника. На похоронах было очень многолюдно, гроб с телом Михаила несли на руках прямо до кладбища. Узнавший о происшествии Юрий Завадский прислал из Москвы телеграмму с текстом «Потрясён смертью моего любимого ученика». Памяти поэта был посвящён венок сонетов Гая Сабитова.